# Călăreț

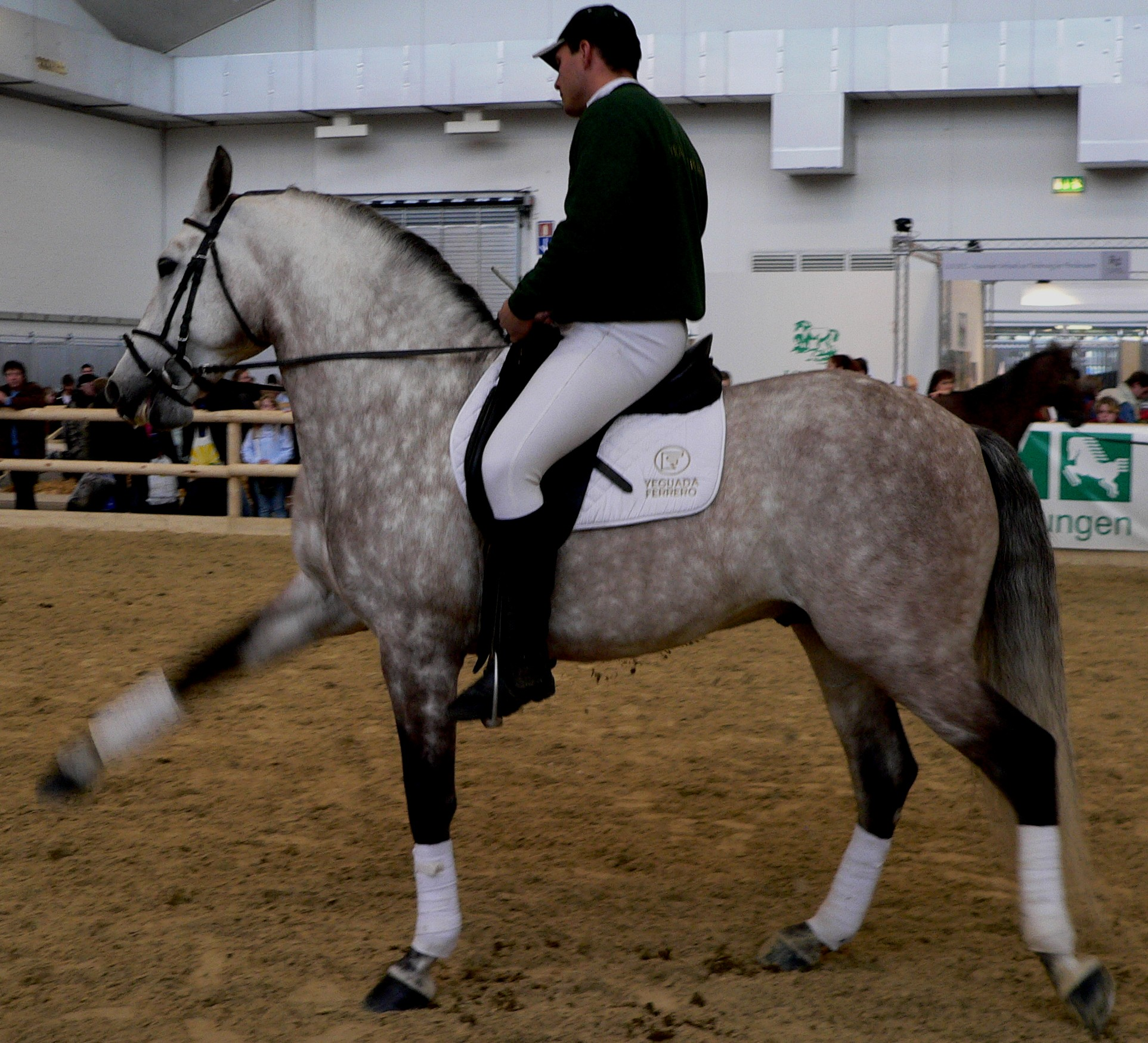
Călăreţ

Călărețul este un om care călărește un animal de călărie (acesta fiind de obicei cal).